# Liste der Kernreaktoren im Vereinigten Königreich
Die Liste der Kernreaktoren im Vereinigten Königreich beinhaltet alle in Betrieb und in Bau befindlichen kommerziellen Leistungsreaktoren, Kernkraftwerke sowie alle Forschungsreaktoren im Vereinigten Königreich.
Die Regulierung der genannten und weiterer Anlagen liegt in der Aufsicht des Office for Nuclear Regulation (ONR). Die Stilllegung, der Rückbau und weitere kerntechnische Aktivitäten liegen in der Verantwortung der Nuclear Decommissioning Authority (NDA).
Zurzeit sind nur auf der Insel Großbritannien Kernreaktoren in Betrieb, die beiden Reaktoren von Wylfa auf Anglesey sind stillgelegt. Im Kernkraftwerk Hinkley Point sind zwei Reaktoren vom Typ EPR im Bau. Am 20. Juli 2022 wurde der Bau des EPR Reaktors Sizewell C von der Regierung genehmigt.

## Kernkraftwerke
Unter die Gruppierung Kernkraftwerke fallen alle Leistungsreaktoren und Prototypanlagen, die zur kommerziellen Stromerzeugung genutzt werden.

### Leistungsdaten
| Standort      | Region                   | Nettoleistung | Bruttoleistung | Reaktortyp         | Inbetrieb- nahme | geplante Abschaltung |
| ------------- | ------------------------ | ------------- | -------------- | ------------------ | ---------------- | -------------------- |
| Hartlepool A1 | Hartlepool, England      | 595 MW        | 655 MW         | AGR                | 1989             | März 2027            |
| Hartlepool A2 | Hartlepool, England      | 595 MW        | 655 MW         | AGR                | 1989             | März 2027            |
| Heysham A1    | Lancashire, England      | 585 MW        | 625 MW         | AGR                | 1989             | März 2027            |
| Heysham A2    | Lancashire, England      | 575 MW        | 625 MW         | AGR                | 1989             | März 2027            |
| Heysham B1    | Lancashire, England      | 620 MW        | 680 MW         | AGR                | 1989             | März 2030            |
| Heysham B2    | Lancashire, England      | 620 MW        | 680 MW         | AGR                | 1989             | März 2030            |
| Sizewell B    | Suffolk, England         | 1188 MW       | 1250 MW        | Druckwasserreaktor | 1995             | 2035                 |
| Torness 1     | East Lothian, Schottland | 600 MW        | 682 MW         | AGR                | 1988             | März 2030            |
| Torness 2     | East Lothian, Schottland | 605 MW        | 682 MW         | AGR                | 1989             | März 2030            |

| Standort         | Region            | Nettoleistung | Bruttoleistung | Reaktortyp | Baubeginn  | geplante Inbetrieb- nahme |
| ---------------- | ----------------- | ------------- | -------------- | ---------- | ---------- | ------------------------- |
| Hinkley Point C1 | Somerset, England | 1600 MW       | 1720 MW        | EPR        | 11.12.2018 | 2029-2031                 |
| Hinkley Point C2 | Somerset, England | 1600 MW       | 1720 MW        | EPR        | 12.12.2019 |                           |

| Standort   | Region           | Reaktortyp |
| ---------- | ---------------- | ---------- |
| Bradwell B | Essex, England   | HPR1000    |
| Sizewell C | Suffolk, England | EPR        |

| Standort         | Region                            | Nettoleistung | Bruttoleistung | Reaktortyp            | Inbetrieb- nahme | Abschal- tung |
| ---------------- | --------------------------------- | ------------- | -------------- | --------------------- | ---------------- | ------------- |
| Berkeley 1       | Gloucestershire, England          | 138 MW        | 166 MW         | Magnox-Reaktor        | 1962             | 1989          |
| Berkeley 2       | Gloucestershire, England          | 138 MW        | 166 MW         | Magnox-Reaktor        | 1962             | 1988          |
| Bradwell 1       | Essex, England                    | 123 MW        | 146 MW         | Magnox-Reaktor        | 1962             | 2002          |
| Bradwell 2       | Essex, England                    | 123 MW        | 146 MW         | Magnox-Reaktor        | 1962             | 2002          |
| Calder Hall 1    | Cumbria, England                  | 49 MW         | 60 MW          | Magnox-Reaktor        | 1956             | 2003          |
| Calder Hall 2    | Cumbria, England                  | 49 MW         | 60 MW          | Magnox-Reaktor        | 1957             | 2003          |
| Calder Hall 3    | Cumbria, England                  | 49 MW         | 60 MW          | Magnox-Reaktor        | 1958             | 2003          |
| Calder Hall 4    | Cumbria, England                  | 49 MW         | 60 MW          | Magnox-Reaktor        | 1959             | 2003          |
| Chapelcross 1    | Dumfries and Galloway, Schottland | 48 MW         | 60 MW          | Magnox-Reaktor        | 1959             | 2004          |
| Chapelcross 2    | Dumfries and Galloway, Schottland | 48 MW         | 60 MW          | Magnox-Reaktor        | 1959             | 2004          |
| Chapelcross 3    | Dumfries and Galloway, Schottland | 48 MW         | 60 MW          | Magnox-Reaktor        | 1959             | 2004          |
| Chapelcross 4    | Dumfries and Galloway, Schottland | 48 MW         | 60 MW          | Magnox-Reaktor        | 1960             | 2004          |
| Dounreay DFR     | Highland, Schottland              | 11 MW         | 15 MW          | Schneller Brutreaktor | 1962             | 1977          |
| Dounreay PFR     | Highland, Schottland              | 234 MW        | 250 MW         | Schneller Brutreaktor | 1976             | 1994          |
| Dungeness A1     | Kent, England                     | 225 MW        | 230 MW         | Magnox-Reaktor        | 1965             | 2006          |
| Dungeness A2     | Kent, England                     | 225 MW        | 230 MW         | Magnox-Reaktor        | 1965             | 2006          |
| Dungeness B1     | Kent, England                     | 520 MW        | 615 MW         | AGR                   | 1985             | 2021          |
| Dungeness B2     | Kent, England                     | 520 MW        | 615 MW         | AGR                   | 1989             | 2021          |
| Hinkley Point A1 | Somerset, England                 | 235 MW        | 267 MW         | Magnox-Reaktor        | 1965             | 2000          |
| Hinkley Point A2 | Somerset, England                 | 235 MW        | 267 MW         | Magnox-Reaktor        | 1965             | 2000          |
| Hinkley Point B1 | Somerset, England                 | 410 MW        | 655 MW         | AGR                   | 1978             | 2022          |
| Hinkley Point B2 | Somerset, England                 | 430 MW        | 655 MW         | AGR                   | 1976             | 2022          |
| Hunterston A1    | North Ayrshire, Schottland        | 150 MW        | 173 MW         | Magnox-Reaktor        | 1964             | 1990          |
| Hunterston A2    | North Ayrshire, Schottland        | 150 MW        | 173 MW         | Magnox-Reaktor        | 1964             | 1989          |
| Hunterston B1    | North Ayrshire, Schottland        | 430 MW        | 644 MW         | AGR                   | 1976             | 2021          |
| Hunterston B2    | North Ayrshire, Schottland        | 430 MW        | 644 MW         | AGR                   | 1977             | 2022          |
| Oldbury A1       | South Gloucestershire, England    | 217 MW        | 230 MW         | Magnox-Reaktor        | 1967             | 2012          |
| Oldbury A2       | South Gloucestershire, England    | 217 MW        | 230 MW         | Magnox-Reaktor        | 1968             | 2011          |
| Sizewell A1      | Suffolk, England                  | 210 MW        | 245 MW         | Magnox-Reaktor        | 1966             | 2006          |
| Sizewell A2      | Suffolk, England                  | 210 MW        | 245 MW         | Magnox-Reaktor        | 1966             | 2006          |
| Trawsfynydd 1    | Gwynedd, Wales                    | 195 MW        | 235 MW         | Magnox-Reaktor        | 1965             | 1991          |
| Trawsfynydd 2    | Gwynedd, Wales                    | 195 MW        | 235 MW         | Magnox-Reaktor        | 1965             | 1991          |
| Windscale AGR 1  | Cumbria, England                  | - MW          | - MW           | AGR                   | -                | 1957          |
| Windscale AGR 2  | Cumbria, England                  | - MW          | - MW           | AGR                   | -                | 1957          |
| Windscale AGR 3  | Cumbria, England                  | 24 MW         | 36 MW          | AGR                   | 1963             | 1981          |
| Winfrith SGHWR   | Dorset, England                   | 92 MW         | 100 MW         | SGHWR                 | 1968             | 1990          |
| Wylfa 1          | Anglesey, Wales                   | 490 MW        | 540 MW         | Magnox-Reaktor        | 1971             | 2015          |
| Wylfa 2          | Anglesey, Wales                   | 490 MW        | 540 MW         | Magnox-Reaktor        | 1972             | 2012          |

### Bilder

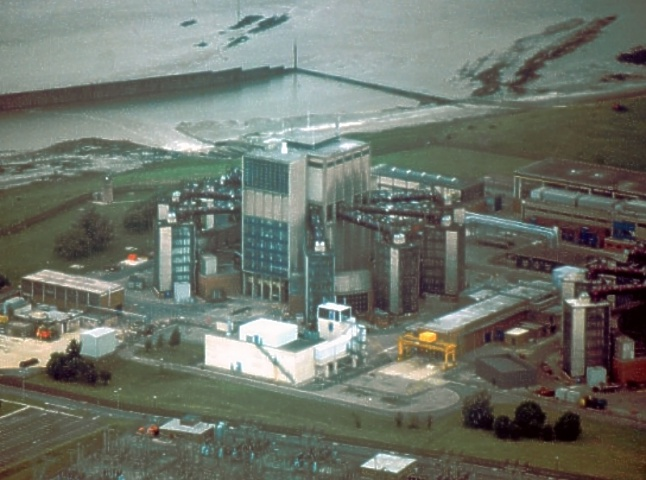
Kernkraftwerk Berkeley 1981
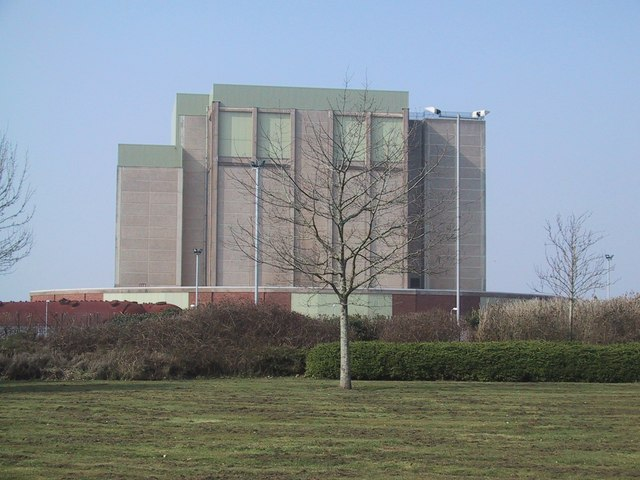
Kernkraftwerk Berkeley
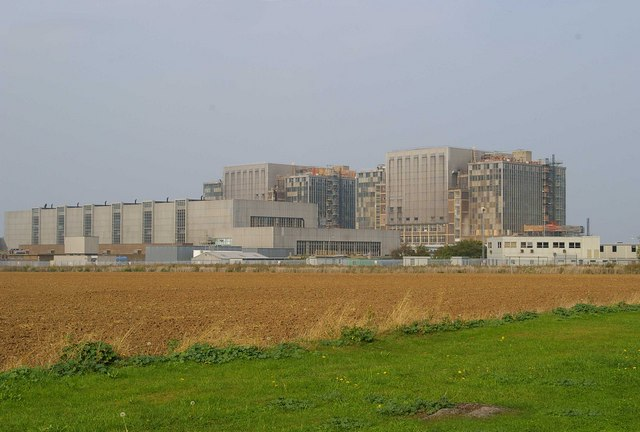
Kernkraftwerk Bradwell
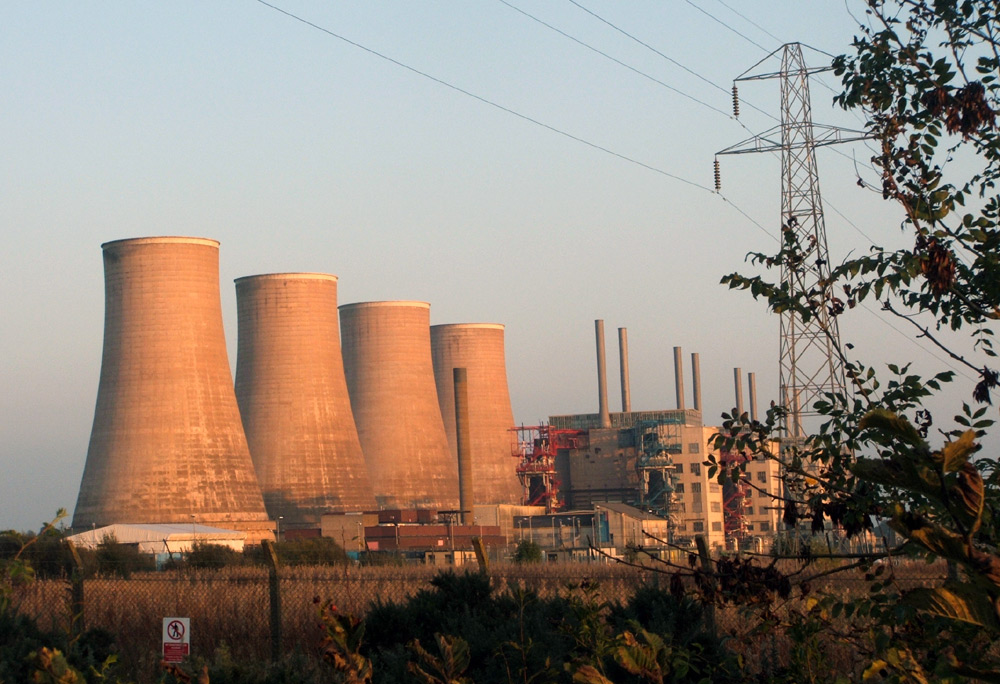
Kernkraftwerk Chapelcross
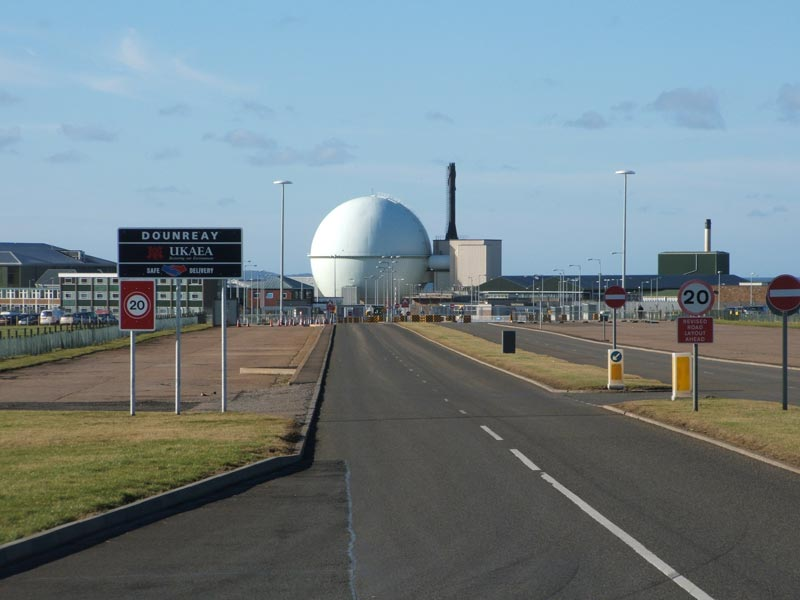
Kernkraftwerk Dounreay mit dem DFR (Mitte) und dem PFR (rechts)
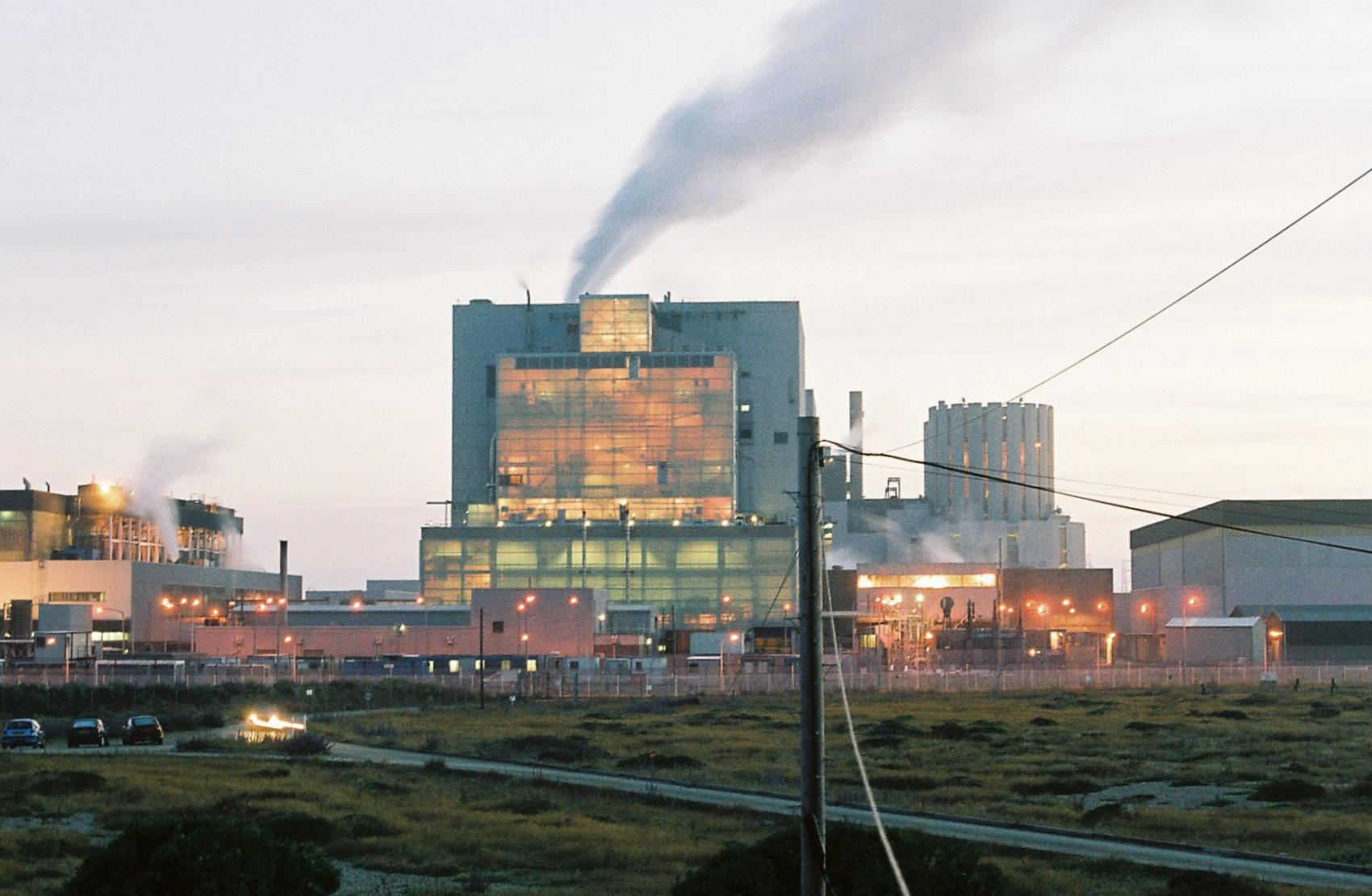
Kernkraftwerk Dungeness A
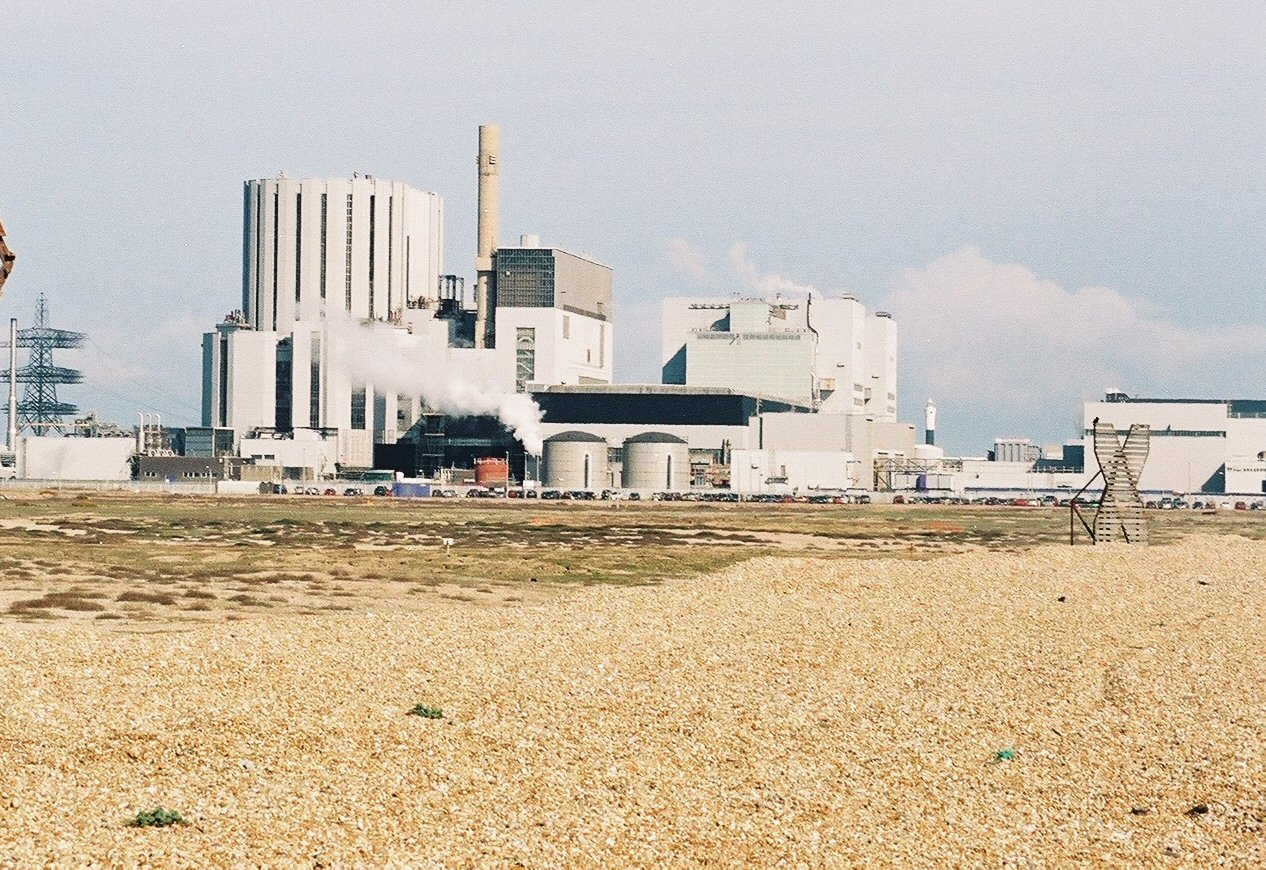
Kernkraftwerk Dungeness B
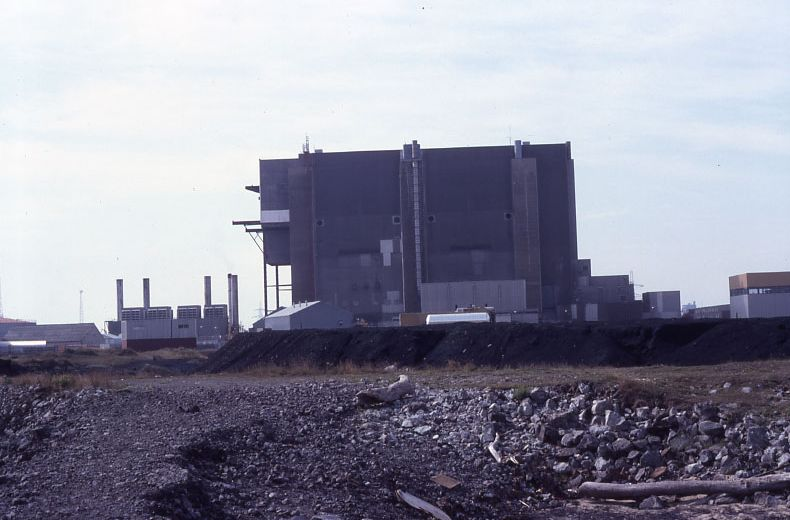
Kernkraftwerk Hartlepool 1983
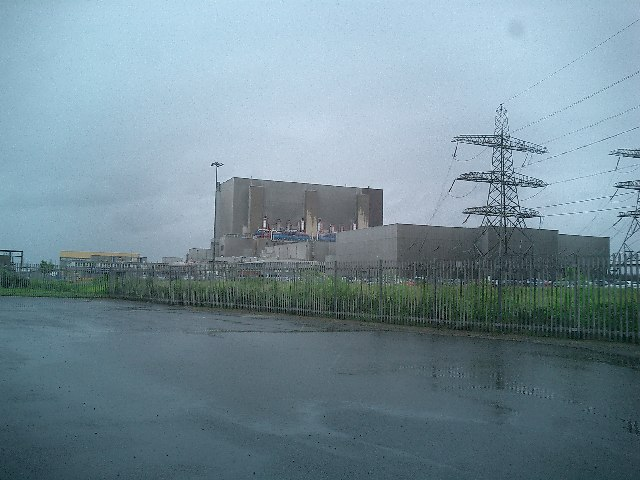
Kernkraftwerk Hartlepool
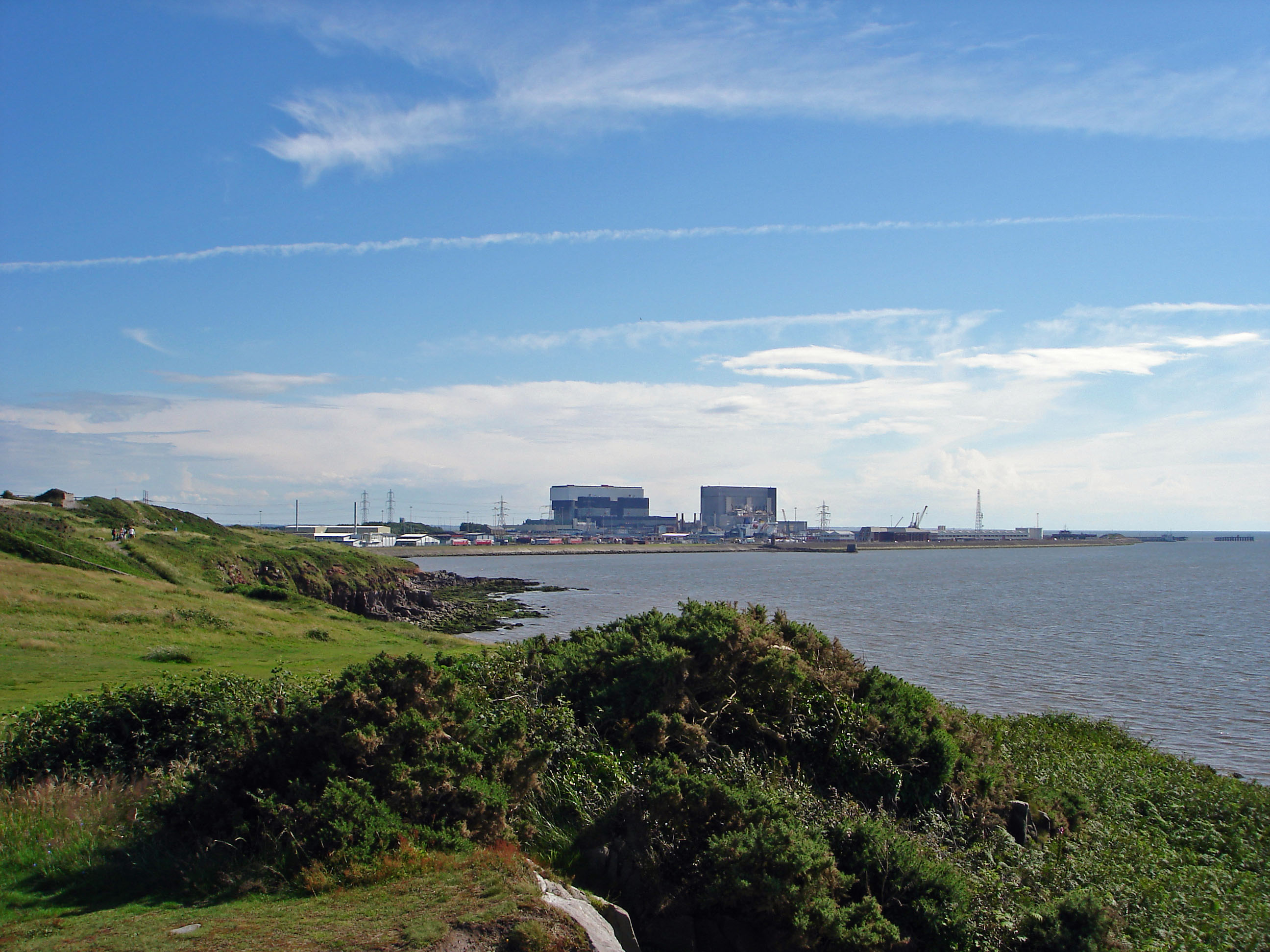
Kernkraftwerk Heysham
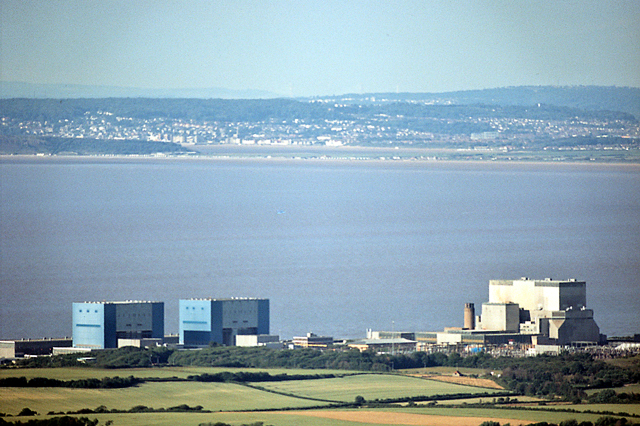
Links die beiden Reaktoren von Hinkley Point A, rechts Hinkley Point B
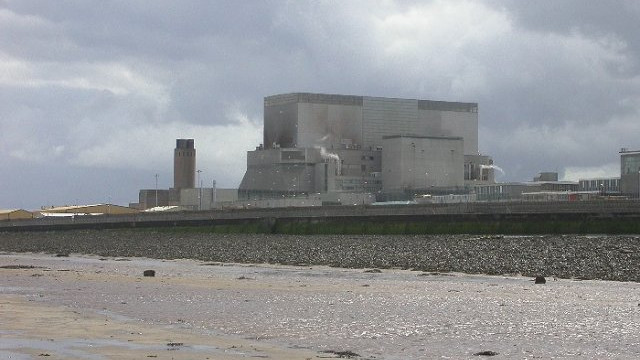
Kernkraftwerk Hinkley Point B
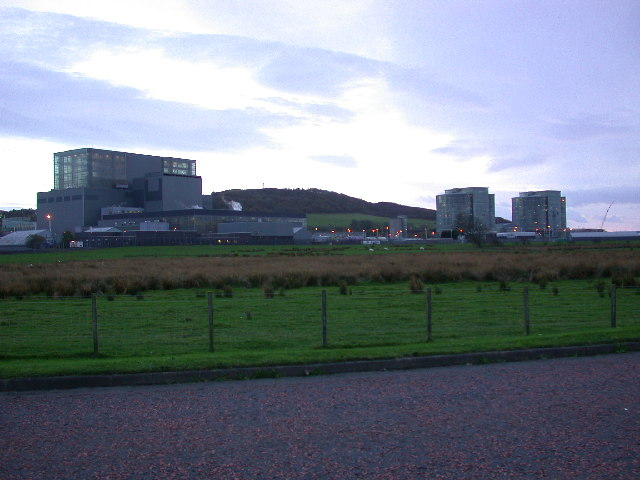
Kernkraftwerk Hunterston
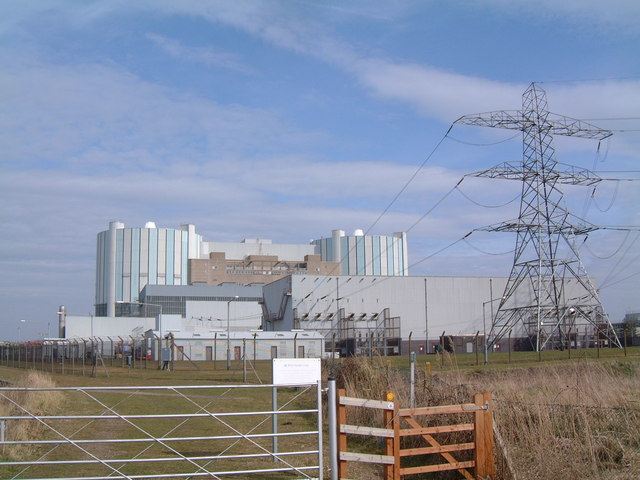
Kernkraftwerk Oldbury
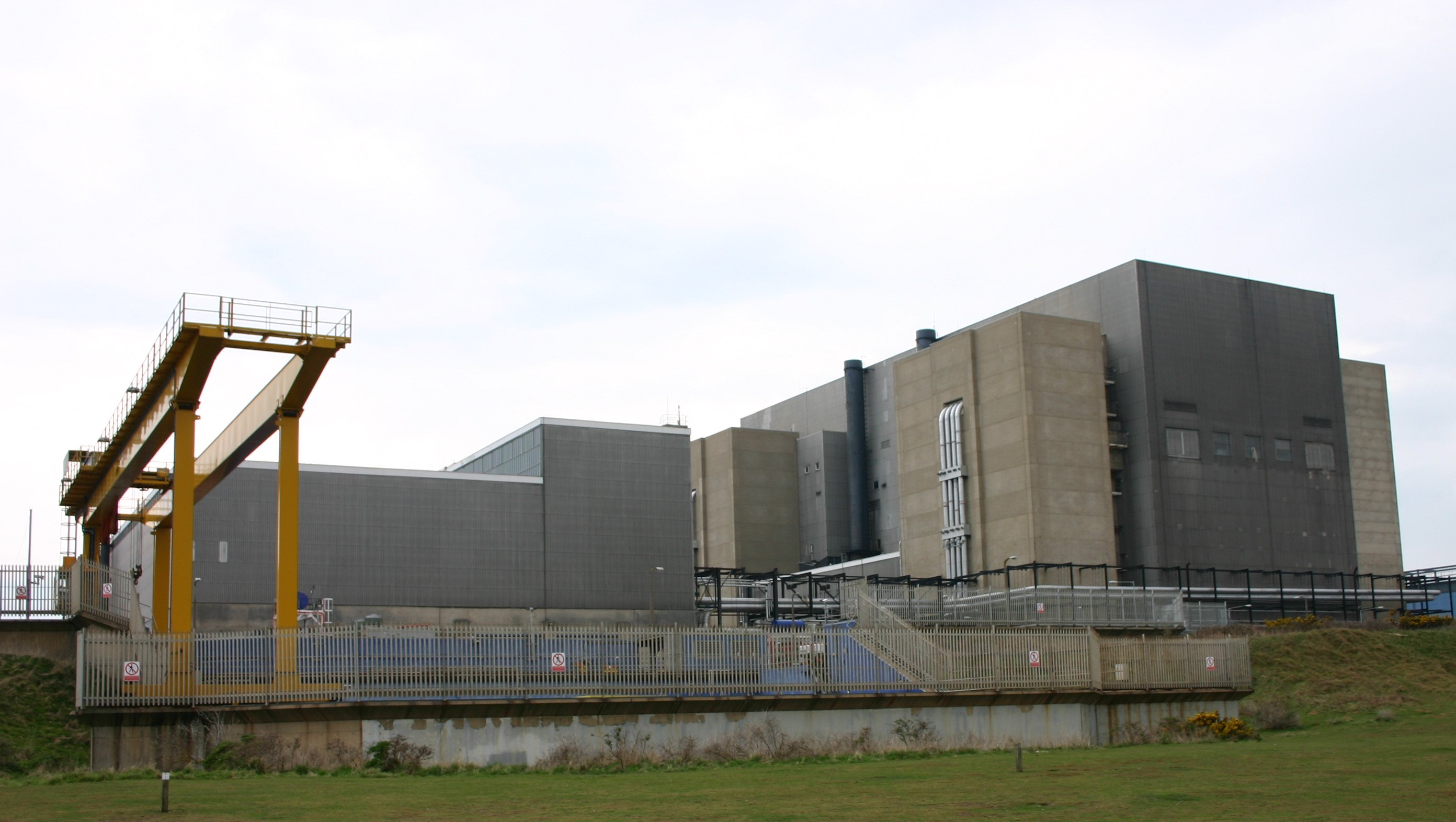
Kernkraftwerk Sizewell A
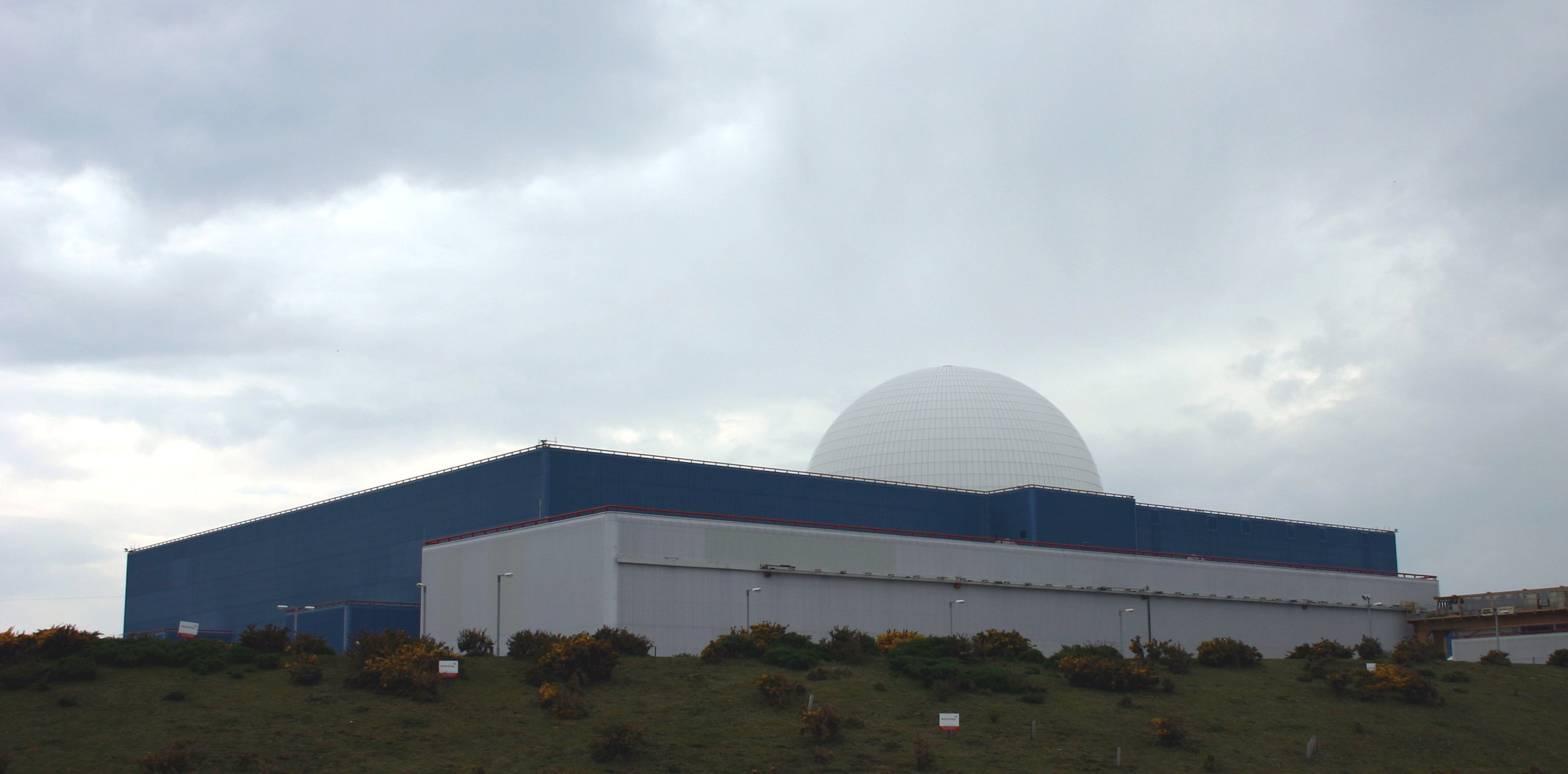
Kernkraftwerk Sizewell B
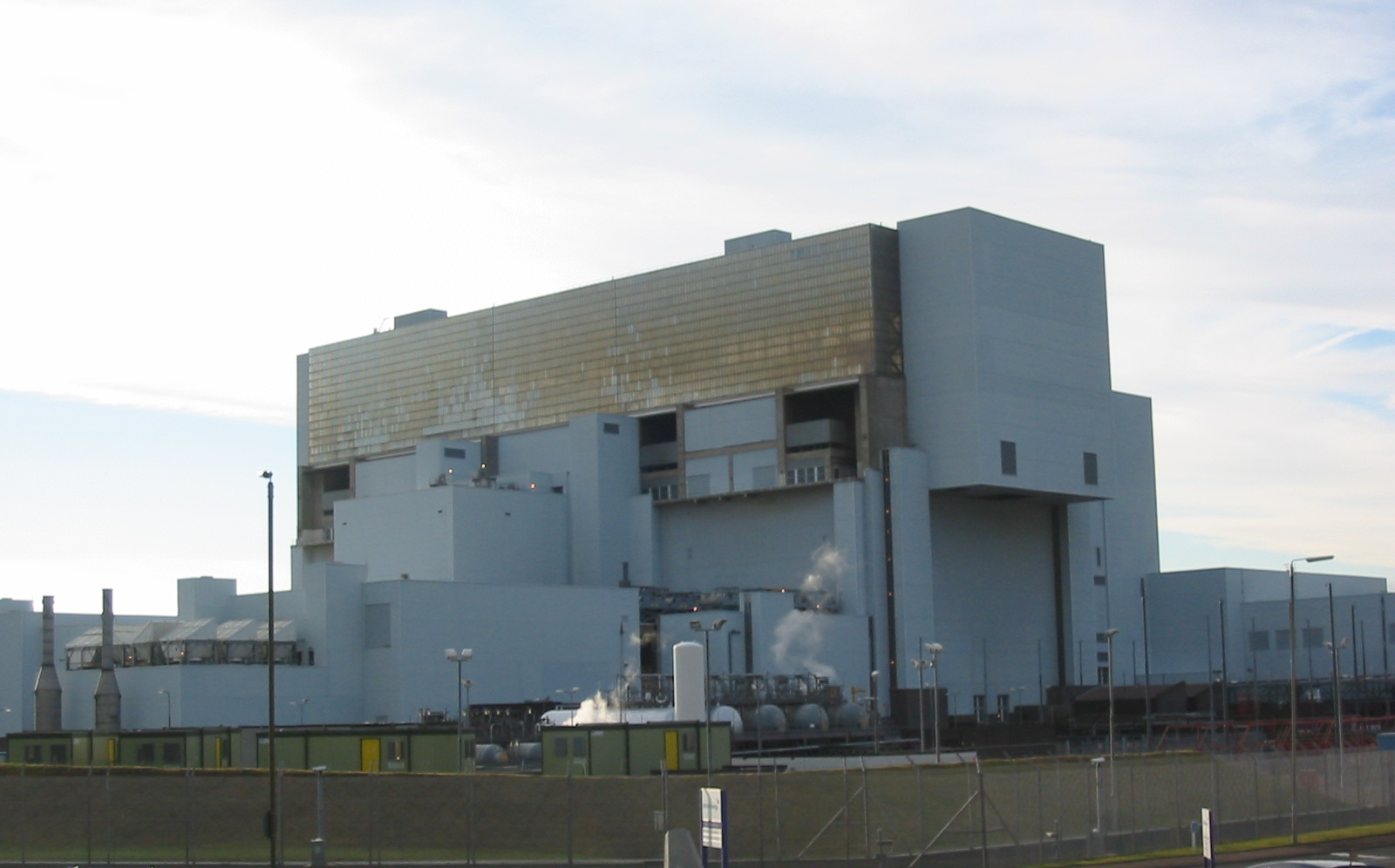
Kernkraftwerk Torness
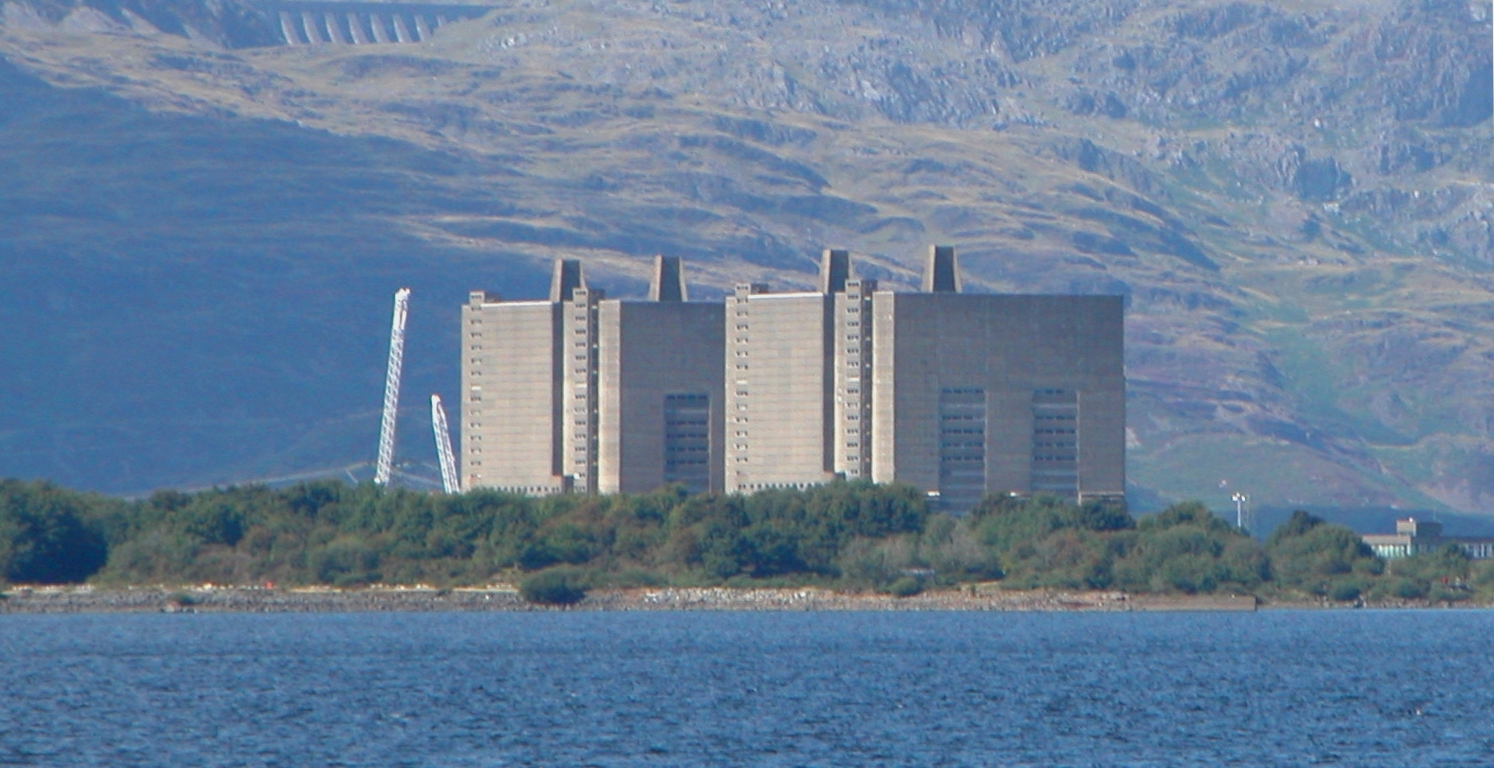
Kernkraftwerk Trawsfynydd
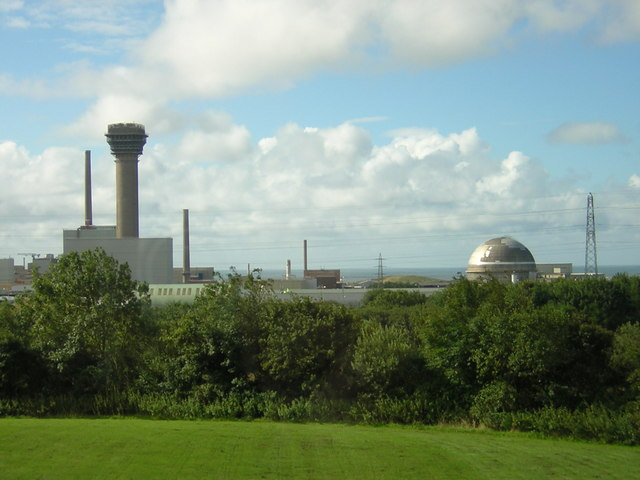
Sellafield

## Forschungsreaktoren
Unter die Gruppierung Forschungsreaktor fallen Kernreaktoren, die nicht der Stromerzeugung dienen, sondern überwiegend zu Forschungszwecken (kern- und materialtechnischen Untersuchungen, Isotopenproduktion für Medizin und Technik) genutzt werden.

### Leistungsdaten
Diese Liste ist in alphabetischer Reihenfolge sortiert. Grün markierte Reaktoren sind in Betrieb, rote bereits stillgelegt und graue derzeit abgeschaltet.
| Standort                  | Thermische Leistung | Reaktortyp              | Status       | Inbetrieb- nahme |
| ------------------------- | ------------------- | ----------------------- | ------------ | ---------------- |
| BEPO                      | 6500 kW             | GRAPHITE, AIR           | Abgeschaltet | 1962             |
| BERKELEY ZERO ENERGY      | 1 kW                | Graphitreaktor          | Abgeschaltet | 1966             |
| DAPHNE                    | 0,10 kW             | Schwerwasserreaktor     | Abgeschaltet | 1962             |
| DIDO                      | 26000 kW            | Schwerwasserreaktor     | Abgeschaltet | 1956             |
| DIMPLE                    | 0,10 kW             | Schwimmbadreaktor       | Abgeschaltet | 1962             |
| Dounreay Fast Reactor     | 65000 kW            | Schneller Brutreaktor   | Stillgelegt  | 1959             |
| DOUNREAY MTR              | 22500 kW            | Schwerwasserreaktor     | Abgeschaltet | 1958             |
| DRAGON                    | 20000 kW            | Heliumgekühlter Reaktor | Abgeschaltet | 1964             |
| GLEEP                     | 50 kW               | Graphitreaktor          | Stillgelegt  | 1947             |
| HAZEL                     | 0 kW                | HOMOG (L)               | Abgeschaltet | 1957             |
| HECTOR                    | 0,10 kW             | ZERO POWER HTD          | Abgeschaltet | 1963             |
| HECTOR                    | 0,10 kW             | GRAPHITE CO2            | Abgeschaltet | 1963             |
| HERALD                    | 5000 kW             | Schwimmbadreaktor       | Stillgelegt  | 1960             |
| HERO                      | 3 kW                | AGR                     | Abgeschaltet | 1962             |
| HORACE                    | 0,01 kW             | kritische Anordnung     | Abgeschaltet | 1958             |
| ICI TRIGA REACTOR         | 250 kW              | TRIGA MARK I            | Abgeschaltet | 1971             |
| IMPERIAL COLLEGE          | 100 kW              | Schwimmbadreaktor       | In Betrieb   | 1965             |
| JASON                     | 10 kW               | ARGONAUT                | Abgeschaltet | 1959             |
| JUNO                      | 0,10 kW             | kritische Anordnung     | Abgeschaltet | 1964             |
| LIDO                      | 300 kW              | Schwimmbadreaktor       | Abgeschaltet | 1956             |
| MERLIN                    | 5000 kW             | Schwimmbadreaktor       | Abgeschaltet | 1959             |
| NEPTUNE                   | 0,10 kW             | Schwimmbadreaktor       | In Betrieb   | 1963             |
| NESTOR                    | 5000 kW             | ARGONAUT                | Abgeschaltet | 1961             |
| PLUTO                     | 26000 kW            | Schwerwasserreaktor     | Stillgelegt  | 1957             |
| QMC UTR-B                 | 100 kW              | ARGONAUT                | Abgeschaltet | 1964             |
| THE UNIV RESEARCH REACTOR | 300 kW              | ARGONAUT                | Abgeschaltet | 1964             |
| UTR-300                   | 300 kW              | ARGONAUT                | Abgeschaltet | 1963             |
| VERA NUCLEAR ASSEMBLY     | 0,10 kW             | CRIT FAST               | Abgeschaltet | 1961             |
| VIPER                     | 0,50 kW             | FAST BURST              | In Betrieb   | 1967             |
| VULCAN                    | 0 kW                | Schwerwasserreaktor     | Stillgelegt  | 1961             |
| Windscale AGR             | 120000 kW           | AGR                     | Abgeschaltet | 1962             |
| ZEBRA                     | 1 kW                | Schwerwasserreaktor     | Stillgelegt  | 1962             |
| ZENITH I                  | 0,50 kW             | GRAPHITE CO2            | Abgeschaltet | 1959             |
| ZENITH II                 | 1 kW                | Graphitreaktor          | Abgeschaltet | 1972             |
| ZEPHYR                    | 0 kW                | CRIT FAST               | Abgeschaltet | 1954             |
| ZEUS                      | 0,10 kW             | CRIT FAST               | Abgeschaltet | 1955             |